# Claude Hipps
Claude Marion Hipps, född 23 april 1927 i Hazlehurst i Georgia, död 20 maj 2017 i West Melbourne i Florida, var en amerikansk utövare av amerikansk fotboll (defensive back) som spelade för Pittsburgh Steelers i NFL 1952–1953. Han spelade collegefotboll under studietiden vid University of Georgia.
Hipps draftades 1952 av Pittsburgh Steelers i sjunde omgången.